# Чими Янгзом Вангчук
Чими Янгзом Вангчук (англ. Chimi Yangzom Wangchuck; род. 10 января 1980) — принцесса Бутана.

## Биография
Чими Янгзом Вангчук является дочерью 4-го короля Бутана Джигме Сингье Вангчука и аши Церинг Янгдон Вангчук, а также сводной сестрой 5-го короля Джигме Кхесар Намгьял Вангчука.
Чими Янгзом Вангчук окончила колледж Уэллсли с дипломами бакалавра в области международных отношений и экономики, а также Колумбийский университет со степенью магистра в области государственного управления.
13 октября 2005 года она вышла замуж за дашо Сангея Вангчука, чья семья принадлежит к первому поколению бутанских промышленников.

## Награды
- Серебряная медаль памяти короля Джигме Сингье Вангчука (2 июня 1999)
- King Jigme Khesar Investiture Medal (11 июня 2008)